# Primera República Francesa
- La Primera República Francesa, oficialment la República francesa (République française) fou proclamada el 21 de setembre de 1792, durant la Revolució Francesa, amb la qual cosa fou destronat Lluís XVI, a qui, després de la insurrecció del 10 d'agost de 1792, l'Assemblea Legislativa havia declarat suspès en les seves funcions i posat sota arrest.
- La República va durar fins que, el 1804, Napoleó va proclamar-se emperador, cosa que donà origen al Primer Imperi (1804-1814)
- Els governs de la República van ser:

- La Convenció Nacional: 1792-1795
- El Directori: 1795-1799
- El Consolat: 1799-1804.

El període de govern de la Convenció nacional dirigit per Maximilien de Robespierre, es va conèixer com El Terror.

## Fi de la monarquia

### Revolució del 10 d'agost de 1792
D'ençà de l'episodi de la Fugida a Varennes, a França havia anat creixent el rebuig a la Monarquia, ja que Lluís XVI havia perdut tota credibilitat com a monarca constitucional, i semblava clar que la seva intenció era conspirar per tornar a l'ordre absolutista vigent fins a 1789, per la qual cosa va desitjar una intervenció estrangera a França que en restaurés l'autoritat.
Per l'abril de 1792, el rei havia format un govern integrat per girondins; ara bé, la seva negativa a signar decrets aprovats per l'Assemblea Legislativa, especialment els que anaven contra els clergues que no havien acceptat la Constitució Civil del Clero, el va dur a una ruptura amb els girondins a principis de juny. Quan Lluís XVI va nomenar un nou govern format per Feuillants, partidaris de la monarquia constitucional, encara es va fer més gran l'animadversió dels caps de l'Assemblea Legislativa i del poble de París contra seva. El 20 de juny, es produí un assalt a la cambra de l'Assemblea i als apartaments reials del Palau de les Teuleries, però el rei va aconseguir calmar els assaltants. Aprofitant el fracàs d'aquesta insurrecció, La Fayette va intentar fer de mitjancer però tant el poble, com l'Assemblea i el rei mateix sospitaren que només actuava mogut per la seva ambició.
Després de la caiguda del govern dels Feuillants i de la negativa de Lluís XVI a formar un nou govern amb girondins, aquest feren un tomb cap a l'esquerra i començaren a mostrar-se decidits a unir-se als jacobins per abolir la Monarquia.
El 20 d'abril de 1792, França havia declarat la guerra a Àustria amb la qual es va aliar Prússia. Arran del curs negatiu de la guerra, el 5 de juliol va declarar la pàtria en perill i va decretar una mobilització general; per això, contínuament, anaven arribant voluntaris a París; la majoria anaren a lluitar en l'exèrcit, però d'altres foren captats pels Jacobins, especialment una columna de voluntaris marsellesos. El 26 de juliol, ja hi havia hagut un intent d'alçament republicà, però l'esperit revolucionari va radicalitzar-se a París l'1 d'agost quan es va conèixer el contingut del manifest del duc de Brunswick, cap de les tropes prussianes, en què s'anunciava que la intenció d'Àustria i Prússia era ocupar França per restaurar-hi l'autoritat reial i s'amenaçava amb la pena de mort qualsevol que s'hi oposés o que atemptés contra el rei o la seva família.
El temor a una invasió austroprussiana va afavorir la tasca d'agitació política duta a terme per Danton, dirigent del club republicà dels Cordeliers molt influent sobre les masses populars parisenques, Maximilien Robespierre, Camille Desmoulins, Fabre d'Églantine, Marat, etc. Durant l'estiu de 1792, els clubs polítics ja discutien obertament sobre la possibilitat de destronar Lluís XVI; el 3 d'agost, Pétion va proposar en nom de la Comuna (govern municipal) de París a l'Assemblea Legislativa l'abolició de la Monarquia. El poble, però, no estava pas disposat a seguir el legalisme de Pétion; per això, la secció dels Quinze-vingts va declarar el 8 d'agost que si aquell dia mateix no s'abolia la Monarquia, a la mitjanit farien sonar les sirenes i assaltarien el Palau de les Teuleries. L'endemà es va formar una nova Comuna a París, controlada pels revolucionaris.
A primeres hores del matí del 10 d'agost, les columnes insurgents assaltaren les Teuleries; veient-se incapaç de contenir-los, al final Lluís XVI va decidir traslladar-se amb la seva família cap a la cambra de l'Assemblea Legislativa a demanar-hi protecció. Davant de la insurrecció, l'Assemblea Legislativa va fer una proclama demanant a la gent respecte per la justícia, els seus governants, els drets de l'home, la llibertat i la igualtat. Però, el poder el tenien els insurgents i la Comuna de París, controlada pels revolucionaris, els quals demanaren la deposició del rei. L'Assemblea va prendre la mesura de convocar l'elecció d'una convenció nacional, destituí el govern i suspengué, però, no pas deposà el rei.

### Comuna de París
Després del 10 d'agost, l'únic poder efectiu a Parísera el de la Comuna revolucionària que s'hi havia constituït el dia 9, la qual aconseguí que Lluís XVI, a qui l'Assemblea havia assignat el Palau Luxemburg com a nova residència, li fos lliurat com a presoner i fos confinat a la torre del Temple amb el dubtós pretext de garantir-ne la seguretat.
El 2 de setembre de 1792, va arribar a París la notícia que les tropes del duc de Brunswick havien pres la ciutat fortificada de Verdun, en gran part gràcies al desinterès dels oficials, d'origen aristocràtic, per defensar-la. Aleshores, durant els dies 2, 3 i 4, les presons foren assaltades i molts dels presoners polítics hi foren assassinats per por que volguessin col·laborar amb els prussians. El resultat de les matances foren d'un miler de morts.
Aquestes matances de setembre foren una mostra del caos revolucionari que es patí a París des del 10 d'agost fins a l'elecció de la Convenció Nacional, que es reuní el 20 de setembre de 1792, la qual va votar l'endemà l'abolició de la Monarquia i la proclamació de la República. Fins al 26 d'octubre de 1795, la Convenció Nacional fou el govern de França.

## La Convenció Nacional 1792-1795

### El domini dels girondins
Una qüestió que es va haver de plantejar la Convenció era el destí de Lluís XVI, empresonat a la torre del Temple des del 13 d'agost de 1792. Els girondins es manifestaven partidaris de mantenir-lo empresonat com a ostatge i com a garantia de futur; ara bé, els sectors radicals, és a dir la Comuna de París i la facció de la Muntanya volien l'execució immediata del rei. Com que a molts dels diputats de la Convenció la seva formació com a juristes els impedia acceptar la idea d'executar algú sense judici previ, es va votar que Lluís XVI seria jutjat per la Convenció.
L'11 de desembre de 1792 va començar el procés contra el rei, qui fou conduït davant de la Convenció a sentir-hi les acusacions formulades contra seu: alta traïció i crims contra l'Estat. El dia 26, assistit per François Tronchet i Lamoignon-Malesherbes, l'advocat Raymond de Sèze va pronunciar el discurs de defensa de Lluís XVI. El 15 de gener de 1793, la Convenció pronuncià el seu veredicte: dels 721 diputats presents, 693 votaren declarar culpable Lluís XVI i cap no votà per l'absolució. L'endemà se sotmeté a votació la sentència a imposar al rei: 288 diputats votaren contra la pena de mort i proposaren alguna pena alternativa com ara la presó o l'exili, 72 diputats votaren per la pena de mort, però sotmesa a certes condicions que l'ajornaven i 361 diputats votaren per l'execució immediata. Finalment, l'execució de Lluís XVI a la guillotina va tenir lloc a París el 21 de gener de 1793.
A la Convenció Nacional, la majoria la tenien els girondins que també en controlaven el consell executiu. A l'Assemblea Legislativa, els girondins hi havien representat els principis de la revolució democràtica en lluita contra l'Europa absolutista, i no dubtaven pas a atiar l'odi popular contra els oposats a la Revolució. Ara bé, malgrat el seu radicalisme, els girondins eren més aviat teòrics que no pas homes d'acció, i no tenien pas el fanatisme ferotge dels que després imposaren el Terror. Sovint, temien les forces anàrquiques que ells mateixos havien esperonat; així, la fi de la monarquia s'havia esdevingut quan eren al govern però, immediatament després, volgueren desmarcar-se dels organitzadors de les matances de setembre, i aturar el moviment revolucionari que s'havia engegat per restablir un mínim d'ordre. Els girondins, que per les seves postures, foren els més radicals de l'Assemblea Legislativa però també els més moderats de la Convenció, acostumaven a ser massa educats i il·lustrats per a ser acceptats per les turbes revolucionàries de París, entre les quals, exasperades per la fam i per l'amenaça de l'avenç de les tropes austroprussianes, tenia més influència la facció radical de la Muntanya que aconseguí el control del club dels jacobins, on començà a destacar Robespierre, la Comuna de París i la Guàrdia Nacional.
Durant el procés contra Lluís XVI, la majoria dels girondins havien votat fer una crida al poble per evitar decidir la pena de mort; per això, foren acusats de reialistes; a més, van demanar ajuda a les províncies per contrarestar el predomini de París; per això, se'ls va acusar -falsament- de ser federalistes, malgrat que rebutjaren la proposta de Buzot de traslladar la Convenció a Versalles. Els girondins decretaren la dissolució de la Comuna de París però hagueren de retirar el decret davant dels signes d'oposició popular; també intentaren processar el dirigent radical Marat, però l'hagueren d'absoldre. Després, Marat excità les masses parisenques denunciant la facció dels homes d'estat que traïen França i la revolució.
La crisi del poder girondí començà el 15 de febrer de 1793 amb l'elecció a la presidència de la Comuna de París de Jean-Nicolas Pache (1746 - 1823), un antic girondí destituït del càrrec de ministre de la guerra per la seva incompetència. Fou precisament la seva reprovació per la Convenció allò que a Pache li va proporcionar la popularitat necessària per ser elegit a la Comuna de París, des d'on estava disposat a aliar-se amb la Muntanya per venjar-se dels seus antics companys. A més, la Guàrdia Nacional es trobava sota control de Pache, Pierre Gaspard Chaumette, procureur de la Comuna i del diputat procureur Jacques René Hébert. L'intent de revolta del 10 de març va posar els girondins sobre avís; tanmateix, les mesures preventives adoptades pel Consell dels Dotze, nomenat el 18 de maig, d'arrestar Marat i Hébert, fracassaren arran dels alçaments populars del 27 i 31 de maig; finalment, el 2 de juny de 1793, després d'un alçament popular atiat per Jacques Roux iJacques Hébert, François Hanriot, amb l'ajuda de la Guàrdia Nacional, va purgar la Convenció dels Girondins, trenta-un dels quals foren arrestats, entre ells Jacques Pierre Brissot.

### El Terror
Després de la purga dels girondins, els jacobins aconseguiren el control del Gran Comitè de Salut Pública, que quedà sota el domini de Robespierre, i així instauren la dictadura revolucionària del Terror, sota la qual unes disset mil persones foren processades i executades sota l'acusació d'activitats contrarevolucionàries, com també es calcula que foren quaranta mil les executades sense judici o mortes a la presó mentre esperaven ser jutjades. Sota la pressió dels sectors populars de París, la Convenció institucionalitzà el Terror el 5 de setembre de 1793. Pels decrets de ventós (febrer-març de 1794), les propietats dels exiliats i dels contrarevolucionaris foren confiscades i repartides entre els necessitats.
El 24 de juny de 1793, la Convenció promulgà la primera constitució republicana de França, ratificada en referèndum; ara bé, aquesta constitució mai no fou aplicada perquè els processos legals normals foren suprimits abans que entrés en vigor. Per altra banda, amb el propòsit de combatre la invasió estrangera, la Convenció va decretar una mobilització general.
Durant el Terror, s'esdevingué la revolta reialista de la Vendée, reprimida amb tanta brutalitat per la Convenció que avui dia es considera la repressió de la Vendée com un genocidi.
El 24 d'octubre de 1793, s'instaurà el calendari revolucionari, cosa que va donar origen a la descristianització, és a dir, a la persecució del cristianisme a França, on el culte fou prohibit i les esglésies clausurades, i el seu intent de substituir-lo per cultes cívics inventats pel nou govern.
Com que la dissidència es considerava contrarevolucionària, durant la primavera de 1794, Robespierre feu executar tant l'extremista Hébert com l'indulgent Danton, amb la qual cosa, però, va erosionar el seu suport popular, cosa que va donar origen a la reacció termidoriana a conseqüència de la qual, el 27 de juliol de 1794, Robespierre i Saint-Just foren arrestats i, després, executats a la guillotina.

### Convenció termidoriana
Després de la caiguda de Robespierre, es va constituir un nou govern, format principalment, per antics girondins que havien sobreviscut al Terror, els quals prengueren revenja clausurant el club dels jacobins i perseguint tots aquells jacobins, molts dels quals foren executats en allò que s'anomenà el Terror Blanc..
Per tal de tornar a l'ordre, els termidorians van promulgar el 22 d'agost de 1795 la Constitució de l'Any III, la qual, després de ser aprovada en referèndum, va entrar en vigor el 27 de setembre de 1795. El 13 de vendimiari de l'any IV (5 d'octubre de 1795) va esdevenir-se una insurrecció a París que fou dominada pel general Napoleó Bonaparte; com que la resistència al nou règim del directori va resultar impossible, la Convenció va optar per dissoldre's el 26 d'octubre de 1795.

## El Directori (1795-1799)

### Política interior
Segons la Constitució de l'Any III, mitjançant un sufragi censatari, s'elegien 750 legisladors que es dividien en dues cambres: el Consell dels Cinc-Cents i el Consell dels Ancians; aquesta legislatura bicameral tenia un mandat de tres anys, i cada any se n'havia de renovar un terç dels membres. Els Ancians tenien dret de veto però no pas iniciativa legislativa. A més d'aquestes dues cambres legislatives, hi havia un comitè executiu format per cinc directors, elegits pels Ancians d'entre una llista de candidats confeccionada pels Cinc-Cents; com que es tractava de garantir el principi de separació de poders, ignorat durant el temps de la Convenció, els directors no tenien competències ni en legislació ni per establir impostos, com tampoc no podien ser membres de les cambres legislatives. La llei garantia la llibertat de religió, de premsa i de treball però prohibia les assemblees armades i fins i tot les reunions públiques de societats polítiques. Només persones individuals o les autoritats públiques podien adreçar peticions al govern. Per altra banda, el nou règim es proposava enfortir el control de les autoritats locals pel govern central.
Després de l'experiència del Terror, a França només es desitjava pau i estabilitat política; per això, eren molt pocs tant els monàrquics, partidaris de Lluís XVIII, com els desitjosos de tornar al règim jacobí. Per altra banda, el perill d'invasió estrangera havia desaparegut arran de la derrota de les forces de la Primera Coalició. Tanmateix, durant els quatre anys del Directori mai no va donar-se un funcionament normal de les institucions del Directori; com que la Convenció s'havia fet tan impopular, molts dels seus membres temien per la seva seguretat si es retiraven a la vida privada; per això, es va decretar que dos terços de les cambres de la primera legislatura s'elegissin entre membres de l'antiga Convenció; a més, com que necessitaven conservar el poder fos com fos, sovint s'anul·laven les eleccions si aquestes donaven uns resultats contraris al govern; per això, sovint, per imposar-se, els membres del directori necessitaven recórrer a la repressió militar.
Quan fou el moment de l'elecció dels cinc directors, la facció de l'esquerra va aconseguir que els cinc fossin regicides, és a dir, antics membres de la Convenció que haguessin votat a favor de l'execució de Lluís XVI; així, els Ancians elegiren aquests directors: Rewbell, Paul de Barras, La Révellière-Lépeaux, Carnot i Le Tourneur. Rebwell era un home d'acció sense gaires escrúpols, Barras un aventurer dissolut i sense gaire vergonya,La Révellière-Lépeaux era el cap d'una nova secta: la Teofilantropia, i, doncs, enemic de totes les altres religions, especialment del catolicisme, Carnot era una persona íntegra però sense dots d'home d'estat, i Le Tourneur era un personatge insignificant, admirador de Carnot. Quant a orientacions polítiques, Rewbell, Barras i La Révellière Lépeaux tenien un esperit bastant jacobí mentre que Carnot i Le Tourneur eren més moderats. Els sectors moderats volien la tolerància envers els clergues refractaris, és a dir, aquells que no havien volgut jurar la Constitució Civil del Clergat de 1790, i l'abolició de les lleis contra els emigrats i els seus familiars; els directors, però, s'oposaren a aquestes mesures.
El 10 de maig de 1796, foren detinguts François-Noël Babeuf, Augustin Alexandre Darthé i Philippe Buonarroti, els exmembres de la Convenció Nacional, Robert Lindet, Jean-Pierre-André Amar, Marc-Guillaume Alexis Vadier i Jean-Baptiste Drouet, famós per haver estat el mestre de posts de Saint-Menehould que havia detingut Lluís XVI durant la Fugida a Varennes, i aleshores, membre del Consell dels Cinc-Cents. Tots ells estaven implicats en la Conjura dels Iguals, ordida per Babeuf per instaurar una mena de règim comunista a França. El 7 de pradial de l'any VII (26 de maig de 1797) Babeuf i Darthé foren condemnats a mort; d'altres, com ara Buonarroti, foren deportats, i els altres absolts. Babeuf i Darthé van ser executats l'endemà.
Durant els mesos de març i abril de 1797, les eleccions per renovar un terç de les cambres donaren la victòria als moderats; d'entre els directors, pel resultat del sorteig Le Tourneur va haver de plegar i fou succeït per Barthélemy, un eminent diplomàtic que s'alià amb Carnot; així, s'aboliren les lleis contra els familiars dels emigrats i els clergues que declaressin la seva submissió a la República recuperarien els seus drets com a ciutadans. Davant d'aquesta situació, però, Barras, Rewbell i La Révellière-Lépeaux demanaren ajuda a l'exèrcit i acusaren els moderats de voler restaurar la Monarquia i de voler desfer l'obra de la Revolució. Llavors, Lazare Hoche, comandant de l'exèrcit de Sambre-et-Meuse, visità París i envià tropes, i Napoleó va enviar el general General Augereau, que va dur a terme el cop d'estat del 18 de fructidor de l'any V (4 de setembre de 1797). Els consells foren purgats, les eleccions a quaranta-nou departaments foren anul·lades i molts diputats foren arrestats i alguns, entre ells, Barthélemy, foren deportats a Cayenne; Carnot va tenir temps de fugir. Les dues places vacants al Directori foren donades a Merlin of Douai i Nicolas-Louis François de Neufchâteau. A partir d'aleshores, el govern tornà als mètodes jacobins; es van restablir les lleis contra els familiars dels emigrats i s'instituïren tribunals militars contra aquells emigrats que tornessin; per altra banda, tornà la persecució de clergues refractaris, cosa que La Révellière Lépeaux aprofità per predicar la seva religió i, així, moltes esglésies foren convertides en temples de la teofilantropia. Es va abolir la llibertat de premsa, i es va proposar l'expulsió dels nobles de França; la proposta fou rebutjada però, al final, es va declarar els nobles estrangers que s'havien de naturalitzar per tenir reconeguts drets ciutadans. La fallida de les finances públiques fou la culminació de tota la situació de desgovern.
Durant la primavera de 1798 calia no sols renovar un terç de les cambres legislatives sinó també ocupar els escons buits arran de les purgues del 18 de fructidor. El partit dels moderats havia quedat desarticulat i la majoria dels electors es mostraven indiferents; ara bé, com que dins dels Jacobins, s'havia format una facció contrària als directors, molts els votaren simplement com a mostra d'hostilitat al govern, el qual, però, procedí a anul·lar les eleccions en trenta departaments i a excloure quaranta-vuit diputats; malgrat tot, dins de les cambres legislatives, els directors eren acusats obertament de corrupció i mal govern.

### L'expansionisme militar
Per altra banda, la ruïna de les finances franceses havia arribat a tal extrem que l'únic recurs de què disposava el govern era el pillatge dels països de l'estranger; a més, si es feia la pau, els directors s'haurien trobat amb el problema de la reintegració a la vida civil dels antics soldats i amb les ambicions polítiques dels generals; per això, el Directori va decidir dur a terme campanyes militars expansionistes legitimades amb el pretext de dur la llibertat a Europa exportant-hi la Revolució; el 1796, el general Lazare Hoche va sotmetre de nou la Vendée, així com les victòries de Napoleó a Itàlia, compensaren les derrotes de Jourdan i Moreau a Alemanya. Així, el maig de 1796, el rei Víctor Amadeu III de Sardenya va acceptar cedir Niça i la  Savoia a França com també permetre l'establiment de guarnicions franceses a les fortaleses del Piemont; per l'agost, el segon tractat de San Ildefonso va confirmar la supeditació d'Espanya a França, iniciada el 1795 arran del Tractat de Basilea que havia posat fi a la Guerra Gran, i per l'octubre, es va arribar a una pau amb Nàpols.
El 1797, Bonaparte va finalitzar la conquesta de la Itàlia septentrional i obligà l'emperador Francesc II a acceptar el Tractat de Campo Formio, pel qual Llombardia i els Països Baixos austríacs passaven a França; a més la victòria del Cap de Sant Vicent significà una greu derrota per al Regne Unit.
La Conferència de Rastatt (desembre de 1797), on es decidia el futur dels regnes d'Alemanya, hauria pogut significar la fi de la guerra; ara bé, els Directors desitjaven noves campanyes a l'exterior i, al seu torn, després dels èxits aconseguits a Itàlia, Napoleó no volia tornar pas a l'obscuritat. Per tot això, el Directori organitzà una expedició a Egipte, dirigida per Napoleó, qui, així, hauria d'estar-se força lluny de París, com també, a més de completar l'annexió del Piemont, va enviar el general Brune a envair Suïssa i el general Berthier a ocupar els Estats Pontificis i instaurar-hi la República Romana. A tot arreu dels països ocupats, la gent odiava els francesos pels seus pillatges.
Com que calia reforçar l'exèrcit, durant l'estiu de 1798 es va decretar una lleva general, que va dur a una revolta dels pagesos dels departaments belgues, de la qual s'acusà els capellans d'haver-la instigada; uns vuit mil sacerdots foren condemnats a la deportació en massa però molts se'n salvaren gràcies a la protecció de la gent. Al final, foren molt pocs els soldats obtinguts per la lleva. En aquestes circumstàncies, la victòria de l'almirall Nelson a la Aboukir (1 d'agost de 1798) va donar als britànics el domini de la Mediterrània i deixà Napoleó aïllat a Egipte. Aleshores, es va formar una Segona Coalició contra França integrada per Gran Bretanya, Nàpols, Àustria, Rússia i Turquia; tanmateix, com que va llençar un atac sense esperar els aliats, Ferran IV de Nàpols fou vençut i obligat a refugiar-se a Sicília.
Pel gener de 1799, els francesos ocuparen Nàpols i hi instauraren la República Partenopea; ara bé, l'acció a Alemanya resultà un fracàs perquè els francesos foren vençuts pels austríacs a la batalla de Stockach (25 de març de 1799); a més, després de la derrota de Cassano d'Adda (27 d'abril), el general rus Suvorov ocupà Milà i Torí, i així va liquidar els estats republicans que hi havien instaurat els francesos. Després que els francesos fossin derrotats novament per Suvorov a Novi (15 d'agost), el domini francès a Itàlia quedà reduït a Gènova. Aleshores, els aliats es decidiren a envair França; tanmateix, la seva manca de coordinació i la victòria 
d'André Masséna a Zúric (25/26 de setembre de 1799) impedí als russos i als austríacs alliberar Suïssa del domini francès. Així es va evitar la invasió, però, com que continuava pendent el problema de la guerra, el Directori va decidir fer venir Napoleó d'Egipte.

### La crisi del Directori
A les eleccions d'abril de 1799, els jacobins obtingueren força escons a les cambres; poc després, Rewbell deixà el directori; com que calia algú amb habilitat i influència, es va designar per succeir-lo Sieyès, el qual, comprenent l'estat de crisi en què es trobava el directori, va proposar-se acumular poder, eliminar els jacobins i reformar la Constitució. Amb l'ajuda de Barras, va aconseguir eliminar Treilhard, Douai i La Révellière Lépeaux del directori, les places dels quals foren ocupades per Gohier, Moulin i Ducos, tres personatges sense gaire rellevància que si bé no podien causar problemes, tampoc no podien proporcionar cap ajuda.
El 1799, França es veia amenaçada tant per la invasió estrangera com per l'anarquia interna; a causa de la política antireligiosa, molts departaments estaven a punt de revoltar-se, el comerç estava col·lapsat a causa del mal estat de les carreteres i del creixement del bandidatge, i els francesos no tenien ni llibertats polítiques ni la seguretat que els havia proporcionat l'antiga monarquia; a més, alguns antics responsables del Terror obtingueren escons al Consell dels Cinc-Cents, que aprovà una Llei d'Ostatges que semblava una reedició de la Llei de Sospitosos del Terror; el club dels jacobins va tornar a obrir i esdevingué un nou focus de desordres. Llavors, Sieyès nomenà ministre de la policia l'antic terrorista Joseph Fouché, que clausurà el club dels jacobins, i, a més, envià el general Joubert a recuperar els dominis d'Itàlia, el qual, però fou vençut i mort pels russos a Nevi.

### El 18 de Brumari
La crisi del Directori semblava anunciar un retorn dels jacobins al poder; aleshores, el Directori cridà Napoleó, que tornà d'Egipte amb l'aurèola d'heroi.
El pla consistia a situar tropes al voltant de París per obligar els directors a dimitir i convèncer les cambres d'elegir una comissió encarregada de redactar una nova constitució.
Durant el matí del 18 de Brumari de l'any VIII (9 de novembre de 1799), membres del Consell d'Ancians simpatitzants amb el cop d'estat avisaren els seus col·legues del risc d'una conspiració jacobina i els convenceren per fugir a Saint-Cloud, a l'oest de París. Es donà a Bonaparte l'encàrrec de protegir les dues cambres; Sieyès i dos directors més dimitiren, destruint així el quòrum; tanmateix, els dos directors jacobins (Gohier i Moulin) no volgueren dimitir; al final, Moulin va fugir i Gohier fou fet presoner, però les cambres legislatives continuaren reunint-se, però l'endemà Napoleó les va dissoldre per la força. Aleshores, es proclamà el Consolat amb Napoleó, Sieyès i Ducos com a cònsols.

## El Consolat 1799-1804

### El poder personal de Napoleó
Segons la Constitució de l'any VIII, el nou sistema de govern consistia en un parlament amb tres cambres: el Senat elaborava projectes de llei, el Tribunat els discutia sense votar-los i l'Assemblea Legislativa els votava sense discutir-los. El sufragi popular quedava restringit per les llistes de notables d'entre els quals el Senat havia d'elegir els membres de l'Assemblea Legislativa. El poder executiu corresponia als tres cònsols elegits per deu anys.
D'ençà que havia esdevingut membre del Directori, l'objectiu de Sieyès havia estat esdevenir el cap polític de França amb el suport d'un general; en un principi va buscar el suport de Joubert, i quan aquest va morir en la batalla de Novi (15 d'agost de 1799) va pensar en Napoleó com a cap militar del seu sistema. Amb el 18 de Brumari, Sieyès semblava haver assolit el seu objectiu, però, a partir d'aleshores, l'home fort de França fou Napoleó i no pas ell.
Napoleó va vetar la idea de Sieyès d'establir un únic Gran Elector com a cap d'Estat amb poders executius, càrrec que pensava ocupar ell mateix; així, Napoleó va reforçar l'autoritat dels cònsols com a primera etapa del seu projecte d'instaurar un poder personal.
Gràcies a la seva ràpida pacificació de la Vendée, les seves enlluernadores propostes de pau a les potències de la Segona Coalició, el seu discurs sobre estabilitat, ordre, justícia i moderació, Napoleó s'havia fet popular transmetent la sensació que amb ell França seria governada per un estadista de debò. Així, el 7 de febrer de 1800, va aconseguir guanyar un referèndum que el nomenava Primer Cònsol, amb més autoritat, doncs, que els altres dos cònsols.
Aviat, Sieyès renuncià al càrrec de cònsol provisional per esdevenir senador; per altra banda, després de la victòria de la batalla de Marengo (14 de juny de 1800) va incrementar-se la popularitat de Napoleó, qui, per això, va poder aprofitar la conjura monàrquica de la Rue Saint-Nicaise (24 de desembre de 1800) per fer una purga de republicans, els quals, malgrat la seva innocència, foren deportats a la Guayana francesa; aleshores, va dissoldre les assemblees i convertí el Senat en una institució omnipotent en matèries constitucionals.
El Tractat de Lunéville amb Àustria, signat el febrer de 1801, que, a més de dur la pau va posar gairebé tot Itàlia sota domini francès, va permetre a Napoleó eliminar els líders de l'oposició en la discussió del nou Codi Civil. Per altra banda, amb el Concordat del 1801, donant satisfacció als sentiments religiosos del país, convertint el catolicisme, no pas de dret però si de fet, en la religió de l'estat, va aconseguir el favor d'una església submisa, així com l'adhesió de la pagesia; reconciliant-se amb l'Església, doncs, Napoleó privava els monàrquics d'una de les seves principals armes ideològiques.
Amb el Tractat d'Amiens (25 de març de 1802) amb el Regne Unit, els costos del qual anaren a càrrec dels aliats de França: Espanya i la República Bàtava, Napoleó va crear la situació necessària per poder fer aprovar en referèndum la Constitució de l'Any X, que el confirmava com a Primer Cònsol a títol vitalici.
Per tal de consolidar el seu poder personal, Napoleó va reconstruir la ultracentralista administració de l'antiga monarquia amb els seus mètodes burocràtics; així, va fomentar les universitats, va reconstituir organismes d'administració financera, el sistema judicial, les administracions locals, el sistema de banca, etc.
Amb el retorn a l'ordre que significà el govern bonapartista, a París s'acabà la gana i la manca de combustible, el comerç prosperà i els salaris s'incrementaren, i la pompa i el luxe dels nous rics s'exhibí als salons de Josefina, Madame Tallien, o de Juliette Récamier. A més, Napoleó creà l'ordre de la Legió d'Honor, 
Malgrat l'oposició d'alguns senadors o militars republicans, la majoria dels francesos acceptaren acríticament l'autoritat de Bonaparte.

### El Duc d'Enghien
Els monàrquics conceberen un pla conspirador consistent a segrestar i assassinar Napoleó per després cridar el duc d'Enghien perquè dirigís el cop d'estat que duria a la restauració de la monarquia amb Lluís XVIII. William Pitt el Jove, primer ministre britànic, va finançar aquesta conjura així com va proporcionar un vaixell als conspiradors Georges Cadoudal i el general Charles Pichegru per desplaçar-se a França des d'Anglaterra. El 28 de gener de 1804, Pichegru va trobar-se amb el general Jean Victor Marie Moreau, contrari a Bonaparte. L'endemà, però, Courson, un agent secret britànic, fou arrestat i, sota tortura, va confessar que Pichegru, Moreau i Cadoudal conspiraven contra el Consolat; el govern francès va descobrir més detalls de la conspiració arrestant i torturant Louis Picot, criat de Cadoudal.
Joachim Murat va ordenar mantenir tancades les portes de París des de les set del vespre fins a les sis de la matinada; durant el mes següent, Pichegru i Moreau foren detinguts.
Amb aquestes detencions, es va descobrir el paper en la conxorxa del duc d'Enghien, resident aleshores com a emigrat al Gran Ducat de Baden; segurament convençut per Talleyrand, ministre d'afers estrangers, i Fouche, ministre de la policia, Napoleó va decidir eliminar el duc. Així, en una òbvia violació de la neutralitat i de la sobirania de Baden, un escamot de dos-cents soldats francesos rodejaren casa seva a Baden i l'arrestaren. El duc fou traslladat a París on fou jutjat de manera sumària, sense defensa ni garanties processals, condemnat i, immediatament, afusellat.

### Cap a l'Imperi
Després de desarticular una altra conjura en contra seva, Napoleó va gaudir d'una gran adulació pública, cosa que va saber aprofitar per coronar la seva ambició. El 18 de maig de 1804, el Senat va proclamar Napoleó emperador dels francesos; la cerimònia de coronació va tenir lloc a la catedral de Notre Dame de París el 2 de desembre d'aquell mateix any. Així s'acabà el Consolat, i la República, i s'inicià el I Imperi